# São Roque

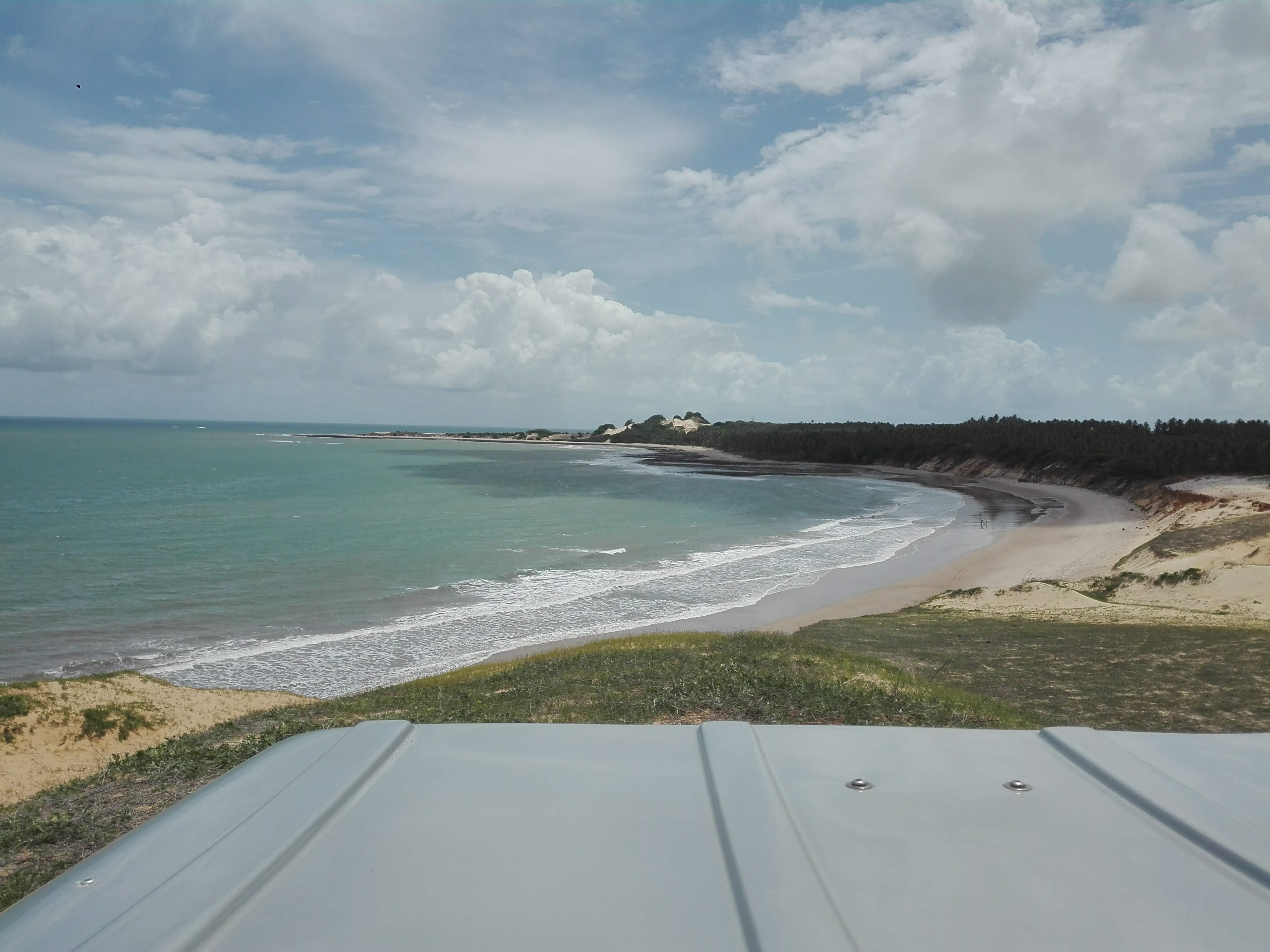
Przylądek São Roque.

São Roque (Cabo de São Roque) - przylądek w Brazylii znajdujący się na  5°29' szerokości geograficznej południowej i 35°16' długości geograficznej zachodniej. Jest to najbardziej na wschód wysunięty przylądek Ameryki Południowej. Odległość od Roque do Sierra Leone w Afryce wynosi ok. 2840 km.